# Веструп, Брианна
Бриа́нна Мори́н Ве́струп (англ. Brianna Maureen Westrup; род. 22 февраля 1997, Корона-дель-Мар, Калифорния) — шотландская футболистка, защитник клуба «Рейнджерс» и сборной Шотландии.

## Клубная карьера
Родилась и выросла в юге Калифорнии, США. Во время учёбы в Виргинском университете выступала за футбольную команду «Вирджиния Кавальерс». После окончания учёбы продолжила футбольную карьеру в Дании, перейдя в апреле 2019 года в клуб Б-93. 7 апреля 2019 года дебютировала за Б-93 в чемпионате Дании в выездном матче против «Вильдберга» (4:1), выйдя в стартовом составе. Всего в сезоне 2018/19 за Б-93 провела 10 матчей. Затем на год переехала в Ньюкасл (Англия), где училась на магистра, а также выступала за женскую команду «Ньюкасл Юнайтед».
В октябре 2020 года перешла с «Ньюкасл Юнайтед» в клуб Шотландской женской Премьер-лиги «Рейджерс». 18 октября 2020 года дебютировала за «Рейнджерс» в матче 1-го тура Премьер-лиги против «Харт оф Мидлотиан» (5:1), выйдя в стартовом составе. 19 мая 2021 года забила свой первый гол за «Рейнджерс» в матче Премьер-лиги против «Хиберниана» (3:0), отличившись на 78-й минуте. Всего в сезоне 2020/21 провела 17 из 18 матчей за «Рейнджерс» в Премьер-лиге, в которых забила 1 мяч, став одним из ключевых игроков стартового состава под руководством Моки Томпсона в борьбе за чемпионство, однако клуб финишировал на 3-м месте. Также выводила команду в качестве капитана в двух матчах против «Мотеруэлла» и «Глазго Сити» перед зимней паузой.
17 мая 2021 года получила награду лучшего игрока женской команды «Рейнджерс» по итогам сезона 2020/21. 5 июня 2021 года продлила контракт с «Рейнджерс», рассчитанный до конца июня 2022 года.

## Карьера в сборной
31 мая 2021 года главный тренер сборной Шотландии Стюарт Макларен впервые вызвал Веструп для участия в товарищеских матчах против сборных Северной Ирландии и Уэльса. 10 июня 2021 года в возрасте 24-х лет дебютировала в сборной Шотландии в выездном матче против Северной Ирландии (1:0), выйдя в стартовом составе, но на 79-й минуте её заменила другая дебютантка Леа Эдди.

## Личная жизнь
Её отец Джон, а мать Анита — родом из Шотландии. У неё есть старшая сестра Ники и старший брат Брэндон. Училась в средней школе Корона-дель-Мар, а затем получила образование в Виргинском университете.

## Статистика выступлений
| Выступление      | Выступление      | Выступление      | Лига | Лига | Кубок | Кубок | Кубок лиги | Кубок лиги | Еврокубки | Еврокубки | Итого | Итого |
| Клуб             | Лига             | Сезон            | Игры | Голы | Игры  | Голы  | Игры       | Голы       | Игры      | Голы      | Игры  | Голы  |
| ---------------- | ---------------- | ---------------- | ---- | ---- | ----- | ----- | ---------- | ---------- | --------- | --------- | ----- | ----- |
| Б-93             | Дивизион 1       | 2018/19          | 10   | 0    | 0     | 0     | 0          | 0          | —         | —         | 10    | 0     |
| Б-93             | Итого            | Итого            | 10   | 0    | 0     | 0     | 0          | 0          | —         | —         | 10    | 0     |
| Рейнджерс        | Премьер-лига     | 2020/21          | 17   | 1    | 0     | 0     | 0          | 0          | —         | —         | 17    | 1     |
| Рейнджерс        | Итого            | Итого            | 17   | 1    | 0     | 0     | 0          | 0          | —         | —         | 17    | 1     |
| Всего за карьеру | Всего за карьеру | Всего за карьеру | 27   | 1    | 0     | 0     | 0          | 0          | 0         | 0         | 27    | 1     |

### Выступления за сборную
| № | Дата         | Оппонент          | Счёт | Голы | Пасы | Карточки | Минуты | Соревнование      |
| - | ------------ | ----------------- | ---- | ---- | ---- | -------- | ------ | ----------------- |
| 1 | 10 июня 2021 | Северная Ирландия | 1:0  | —    | —    | —        | 79'    | Товарищеский матч |
| 2 | 15 июня 2021 | Уэльс             | 1:0  | —    | —    | —        | 90'    | Товарищеский матч |

Итого: 2 матча, 0 голов / 2 победы, 0 ничьих, 0 поражений.

## Достижения

### Личные
- Игрок года в ЖФК «Рейнджерс»: 2021